# Ludność Radomska

## LudnośćRadomska
- 1939 - 27 000
- 1946 - 19 551 (spis powszechny)
- 1950 - 20 472 (spis powszechny)
- 1955 - 24 470
- 1960 - 26 533 (spis powszechny)
- 1961 - 27 400
- 1962 - 27 900
- 1963 - 28 300
- 1964 - 28 700
- 1965 - 29 179
- 1966 - 29 500
- 1967 - 29 800
- 1968 - 30 500
- 1969 - 31 000
- 1970 - 31 246 (spis powszechny)
- 1971 - 31 605
- 1972 - 32 200
- 1973 - 32 800
- 1974 - 33 559
- 1975 - 34 387
- 1976 - 35 200
- 1977 - 38 900
- 1978 - 39 500 (spis powszechny)
- 1979 - 39 900
- 1980 - 40 399
- 1981 - 40 838
- 1982 - 41 256
- 1983 - 41 657
- 1984 - 42 260
- 1985 - 42 555
- 1986 - 49 198
- 1987 - 49 618
- 1988 - 49 815 (spis powszechny)
- 1989 - 50 340
- 1990 - 50 417
- 1991 - 50 684
- 1992 - 50 901
- 1993 - 51 014
- 1994 - 51 104
- 1995 - 51 009
- 1996 - 50 874
- 1997 - 50 845
- 1998 - 51 069
- 1999 - 50 826
- 2000 - 50 865
- 2001 - 50 821
- 2002 - 49 777 (spis powszechny)
- 2003 - 49 687
- 2004 - 49 487
- 2005 - 49 331
- 2006 - 49 084
- 2008 - 48 798
- 2009 - 48 536
- 2010 - 48 294
- 2011 - 48 059
- 2012 - 47 947
- 2013 - 47 473
- 2014 - 47 001
- 2015 - 46 583
- 2016 - 45 984
- 2017 - 45 398
- 2019 - 44 385
- 2020 - 40 937
- 2021 - 39 782
- 2022 - 39 927
- 2023 - 42 934
- 2024 - 46 014

## Powierzchnia Radomska
- 1995 - 51,45 km²
- 2006 - 51,43 km²